# Александер, Георгий Александрович
Гео́ргий Алекса́ндрович Александе́р (1909, Москва — 1942, Симферополь) — советский военачальник, майор (1942), кавалер ордена Красного Знамени (1941), участник Великой Отечественной войны. Погиб при обороне Севастополя.

## Ранние годы
Потомственный военный. Выпускник Московского артиллерийского училища. В 1937 году принял командование севастопольской бронебашенной батарей № 30 в районе посёлка Любимовка.

## КомандирББ-30
Батарея представляла собой долговременное оборонительное сооружение с подземным бункером и двумя артиллерийскими башнями. Вооружение составляли морские орудия калибра 305 мм длиной 52 калибра, производства Обуховского сталелитейного завода. Батарея занимала важное место в оборонительной системе Севастополя.
Для осады Севастополя немецкие войска привлекли значительные силы тяжёлой артиллерии, в том числе сверхтяжёлые осадные орудия: стационарную гаубицу Gamma Mörser (420 мм) и две самоходных мортиры Karl (600 мм).
Под Севастополем также было использовано сверхтяжёлое 800-мм орудие «Дора». Орудие вступило в строй в начале июня и выпустило, в общей сложности, около пятидесяти 7-тонных снарядов, в том числе и по батарее ББ−30,
Кроме этого, Севастополь подвергался массированным ударам с воздуха: в ходе июньского наступления на город и его окрестности было сброшено около 2,5 тыс. тонн фугасных бомб.
26 июня немцы прорвались внутрь батареи и взяли в плен оставшихся в живых артиллеристов. Группа попыталась прорваться к партизанам, однако на следующий день в районе деревни Дуванкой (ныне Верхнесадовое) была обнаружена и пленена противником.

## Память
Увековечен в Севастополе (на Северной стороне Севастополя имеется улица имени Георгия Александера), поселок Любимовка, братская могила 30-й батареи.
В 2010 г. история Г. А. Александера была воссоздана в художественно-документальном фильме «Севастополь» из 13-серийного цикла «Города-Герои» (Беларусь, телекомпания «ОНТ»).

## Семья
Жена Георгия Александера, его дочь Татьяна и сын Николай жили в Москве. Сын и дочь закончили МВТУ им. Н. Э. Баумана, оба кандидаты технических наук, имеют научные работы.

## В искусстве
В художественном фильме «Море в огне», снятом в 1970 году на киностудии «Мосфильм» режиссёром Л. Н. Сааковым, роль майора А. Г. Александера исполняет актёр Владлен Паулус.